# Thomas Friedman
Thomas Loren Friedman, född 20 juli 1953, är en amerikansk journalist och författare. Han har fått Pulitzerpriset tre gånger, bland annat för artiklar om Mellanöstern. Han skriver regelbundet en kolumn i New York Times. Han är känd för påståendet att två länder med McDonald's inte har krigat mot varandra sedan McDonald's etablerat sig. Titeln anspelar på den centrala insikt som Friedman ansåg att han fick under ett besök i Bangalore i Indien. En av de indier han intervjuade beskrev hur bredbandskablar, Internet, epost och telekonferenser hade gjort att intellektuellt arbete kunde utföras var som helst i världen. Inget land befinner sig längre ”högre upp” än andra. ”Tillbaka i bilen klottrade jag ned de få orden i min anteckningsbok; 'Jorden är platt'. Så fort jag skrivit dem förstod jag att det var det underliggande budskapet i allt jag hört och sett i Bangalore”, skrev Friedman.